# 1525. pr. Kr.
◄ | 17. stoljeće pr. Kr. | 16. stoljeće pr. Kr. | 15. stoljeće pr. Kr. | ►
◄ | 1550-ih pr. Kr. | 1540-ih pr. Kr. | 1530-ih pr. Kr. | 1520-ih pr. Kr. | 1510-ih pr. Kr. | 1500-ih pr. Kr. | 1490-ih pr. Kr. | ►
◄◄ | ◄ | 1528. pr. Kr. | 1527. pr. Kr. | 1526. pr. Kr. | 1525 pr. Kr. | 1524. pr. Kr. | 1523. pr. Kr. | 1522. pr. Kr. | ► | ►►

## Događaji
- oko ove godine prestala vlast egipatskog faraona postao Amasisa I., začetnika 18. dinastije (uzima se da je vladao 1550. – 1525. pr. Kr.)